# Mediodía Entero
Mediodía Entero fue un destacado programa de RPA, Radio del Principado de Asturias, dirigido y presentado por David Rionda de 2008 a 2010. 
Según la web oficial de RTPA, Radiotelevisión del Principado de Asturias, "era una alternativa de radio diferente con historias cercanas, invitados famosos y protagonistas del día a día".
Fue candidato a los Premios Ondas.